# Liste des espèces disparues

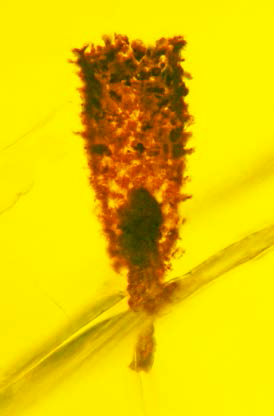
Sporophore, Cyathus dominicanus, d'une plume d'oiseau dans un ambre dominicain.

Selon la thématique choisie, consulter :
- la liste des espèces animales disparues
  - la liste des espèces d'oiseaux disparues
- la liste des espèces végétales disparues